# 菅井友香
菅井 友香（すがい ゆうか、1995年〈平成7年〉11月29日 - ）は、日本の女優、タレント。女性アイドルグループ欅坂46および櫻坂46の元メンバーならびに初代キャプテンを務めた。東京都出身。トップコート所属。

## 略歴

### 生い立ち
1995年11月29日、東京都で生まれる。学習院幼稚園在園時からバレエ、学習院初等科5年生からは親友の誘いで乗馬を習い始める。乗馬に専念し、学習院女子中等科1年生の時に馬場馬術競技を始める。
学習院女子高等科に進学後、渡辺麻友（AKB48）の影響でアイドルに興味を持つが、所属高校が芸能活動を禁止しており、そのまま学習院女子大学へ進学し国際政治を専門に学ぶ。学生時代は馬術部に所属。また東京ドームでビールの売り子もしたが3か月で辞めている。乗馬クラブのアルバイトをこなすなか、将来は馬関連の仕事に就ければと考えていた。大学2年生の時、鳥居坂46（のちに欅坂46と改称）の1期生オーディションを知り、今までと違う人生に憧れて応募。家族からは合格しないと思われていた。

### 欅坂46・櫻坂46時代
2015年8月21日、欅坂46の1期生オーディションに合格。加入条件として「大学を4年で卒業すること」「部活を4年間続けること」を親に約束した。
2016年4月6日、欅坂46の1stシングル『サイレントマジョリティー』でCDデビュー。
2017年1月21日、幕張メッセで開催された欅坂46の全国握手会のライブにおいて、結成以来不在だった欅坂46のキャプテンに任命される。同年4月3日、ラジオ番組『レコメン!』（文化放送）に月曜レギュラーパーソナリティーとして出演開始。同年6月7日、日本馬術連盟の「馬術スペシャルアンバサダー（広報大使）」に就任。同年11月6日、雑誌『歴史街道』（PHP研究所）で連載開始。同年12月15日、坂道MIPを受賞。同年12月16日、大学の卒業論文を提出。欅坂46加入後は大学の授業に出席できない日が増えたが、2018年3月に大学を卒業。
2018年6月4日、日本馬術連盟「馬術スペシャルアンバサダー」に2年連続で就任。同年6月5日、フランスのパリで撮影された初のソロ写真集『フィアンセ』（講談社）を発売。発売に先駆け、公式Twitterが開設されている。SHOWROOMでは「欅坂46菅井友香1st写真集『フィアンセ』発売記念スペシャル」の生配信を行い、最大5万6000人のファンが視聴。写真集は週間推定売上5万1000部を記録し、同年6月18日付のオリコン週間BOOKランキングで1位を獲得。オリコン2018年度年間BOOKランキングの写真集部門において年間推定売上7万8000部を記録し5位を獲得した。同年9月13日、大規模複合施設「渋谷ストリーム」の開業と渋谷川沿い遊歩道落成を記念したオープニングセレモニーに出席。
2019年1月26日、日本馬術連盟表彰式に出席し、全日本大会選手権競技優勝者へ副賞贈呈を担当。同年6月27日、日本馬術連盟「馬術スペシャルアンバサダー」に3年連続で就任。同日、「馬術競技スペシャル講座 with 菅井友香」を開催。
2020年1月30日、舞台『飛龍伝2020』で初主演。同年6月8日放送の『欅って、書けない?』（テレビ東京）にて、新型コロナウイルスによる自粛期間中、4年前に足の裏にできた腫瘍の摘出手術を受けたことを明かした。腫瘍は「血管平滑筋腫」という良性のものと診断された。
2021年5月6日、著書『あの日、こんなことを考えていた』（日経BP）を発売。同年5月12日、日本馬術連盟「馬術スペシャルアンバサダー」に5年連続で就任、同年12月、5年間のスペシャルアンバサダーとしての活動終了が発表された。
2022年1月11日、公式Instagramを開設。同年8月22日、9月から開催される全国ツアーのファイナルとなる11月8日・9日の東京ドーム公演をもってグループから卒業することを自身の公式ブログにて発表した。同年11月8日、卒業写真集『大切なもの』（集英社）を発売。同年11月9日、東京ドームで開催された全国ツアー『2nd TOUR 2022 “As you know?“』の最終公演をもって櫻坂46を卒業。卒業後は櫻坂46時代と同じSeed & Flower合同会社所属で芸能活動を継続し、様々な舞台やミュージカル、映像作品などに出演する意向を示した。同年11月24日、公式Twitterを開設。同年12月29日、卒業記念書籍『Wアンコール』（日経BP）を発売。

### 卒業後
2023年2月、櫻坂46卒業後のソロ女優としてのデビュー番組として、関西テレビ放送制作の中央競馬中継『KEIBA BEAT』（阪神・京都開催時）の総合司会に就任。同年11月29日、自身のInstagramのライブ配信にて、トップコートへの移籍を発表した。
2024年4月、『開運!なんでも鑑定団』（テレビ東京）のMCに就任。
2026年放送予定の大河ドラマ『豊臣兄弟!』におけるオーディションでまつ役に選ばれ、大河ドラマ初出演を果たす。

## 人物
愛称は、ゆっかー、菅井様、など。身長165 cm。血液型はAB型。
皇族の通う幼稚園に通い、中学・高校・大学は女子校だった。実家は軽井沢に別荘を持つ、生粋のお嬢様。姉が1人いる末っ子。

### 嗜好
好きな食べ物は牛丼、カップラーメン。好きな色は青、黄緑、黄色、ピンク、水色。好きな本はアレックス・シアラー『青空のむこう』、ヤマザキマリ『国境のない生き方』、ニーチェも読んだことがある。好きなアーティストはYUI、KANA-BOON、RADWIMPS。好きな音楽は洋楽、J-POP、クラシック。オーディションの最終審査では大塚愛「フレンジャー」を歌唱した。スティーヴン・スピルバーグのファン。好きなテレビ番組は『ウチのガヤがすみません!』（日本テレビ）。好きなキャラクターは『ピングー』、『マイリトルポニー』。
動物好き。出生時より生家で猫を飼い、トムという名のスコティッシュフォールドの雄猫と暮らしておりメディアへも登場したが、2024年に14歳で亡くなった。
憧れの人物はももいろクローバーZ、渡辺麻友。尊敬する人物は白石麻衣。白石はオーディションを受けるきっかけとなった存在である。憧れの声優は井上麻里奈。自身がパーソナリティを務めるラジオ番組『菅井友香の#今日も推しとがんばりき』のゲストとして招き、共演。

### 趣味
趣味は乗馬、アニメ、馬グッズの収集。
乗馬を始めたきっかけは、小学5年生の時に親友から乗馬のスポーツ少年団に誘われたため。馬術選手の高田茉莉亜は同じ乗馬クラブに通っていた憧れの先輩。女優の杉咲花は同じ乗馬クラブで共に毎週レッスンを受けていた間柄。
好きなアニメは『魔法少女まどか☆マギカ』、『進撃の巨人』、『四月は君の嘘』、『テラフォーマーズ』。櫻坂46の土生瑞穂とはアニメの話をしたり、買い物に行く。好きな漫画は『鋼の錬金術師』、『ダイヤのA』。とくにスポ根、ダーク系を好む。好きなアニメキャラクターは暁美ほむら、アルミン・アルレルト。特にアルミンは、初めて好きになったアニメキャラクターであり、声を担当する井上麻里奈から前述のラジオゲスト出演時に、直筆サインと誕生日プレゼントが贈られた。
馬グッズはぬいぐるみ、置物、キーホルダー、ポーチ、ネックレスなどを所有している。

### 特技
特技は馬場馬術。
馬場馬術は中学1年生の時に本格的に始める。高校1年生の時、ドイツ生まれの馬・ヴォルフラムに乗り、2011年7月の第28回全日本ジュニア馬場馬術大会2011のチルドレンライダー選手権で2位、2013年5月の第40回東京都馬術大会のM1課目で1位。2016年8月からは障害馬術を習い始め、テレキシオ号に乗り、2016年10月のジャパンオープンの障害飛越競技で7位、2017年3月の第23回東関東馬術大会の第17競技標準障害100で1位の成績を収める。
その他、習い事として水泳、書道、バレエ、ピアノ、フィギュアスケートの経験がある。
得意科目は音楽。東進ハイスクールの元予備校生。

### 櫻坂46（欅坂46）
欅坂46のキャプテン。2021年1月4日、櫻坂46へとグループ名変更後もキャプテンを継続する旨を発表。グループを卒業する2022年11月までキャプテンを務めた。
菅井は、2015年8月に欅坂46一期生として活動開始以降、櫻坂46への改名を経てグループを卒業するまでの間、キャプテンや人気メンバーとしてグループを支え、渡邉理佐や小林由依らと共に櫻坂46の功労者と称されている。
キャプテン・菅井友香と副キャプテン・守屋茜で「ゆっかねん」というコンビを組んでいる。歌唱ユニット「青空とMARRY」のメンバー。彼女にしたいメンバーはけやき坂46（現：日向坂46）の佐々木久美。
欅坂46で最も好きな楽曲は「サイレントマジョリティー」。サイリウムカラーはホワイト×パステルブルー。グループの激辛クイーンである。

## 作品

### シングル
欅坂46
- サイレントマジョリティー（2016年4月6日、9035/41）- EAN 4988009125916。
- 手を繋いで帰ろうか（2016年4月6日、SRCL-9035/41）- EAN 4988009125916。
- キミガイナイ（2016年4月6日、SRCL-9041）- EAN 4988009125954。
- 世界には愛しかない（2016年8月10日、SRCL-9147/53）- EAN 4988009130811。
- 語るなら未来を…（2016年8月10日、SRCL-9147/52）- EAN 4988009130811。
- 青空が違う（2016年8月10日、SRCL-9151/2）- EAN 4988009130835。
- 二人セゾン（2016年11月30日、SRCL-9267/73）- EAN 4547366279382。
- 大人は信じてくれない（2016年11月30日、SRCL-9267/73）- EAN 4547366279382。
- 制服と太陽（2016年11月30日、SRCL-9267/8）- EAN 4547366279375。
- 不協和音（2017年4月5日、SRCL-9394/402）- EAN 4547366301281。
- W-KEYAKIZAKAの詩（2017年4月5日、SRCL-9394/402）- EAN 4547366301281。
- 割れたスマホ（2017年4月5日、SRCL-9398/9）- EAN 4547366301274。
- 風に吹かれても（2017年10月25日、SRCL9581/9） - EAN 4547366331639。
- 避雷針（2017年10月25日、SRCL9585/6） - EAN 4547366331653。
- 波打ち際を走らないか?（2017年10月25日、SRCL9587/8） - EAN 4547366331660。
- ガラスを割れ!（2018年3月7日、SRCL-9736/44） - EAN 4547366350265。
- もう森へ帰ろうか?（2018年3月7日、SRCL-9736/44） - EAN 4547366350265。
- アンビバレント（2018年8月15日、SRCL-9922/30） - EAN 4547366371079。
- Student Dance（2018年8月15日、SRCL-9922/30） - EAN 4547366371079。
- I'm out（2018年8月15日、SRCL-9922/3） - EAN 4547366371079。
- 黒い羊（2019年2月27日、SRCL-9983/91） - EAN 4547366383348。
- Nobody（2019年2月27日、SRCL-9983/4） - EAN 4547366383317。
- ヒールの高さ（2019年2月27日、SRCL-9987/8） - EAN 4547366383331。
- 誰がその鐘を鳴らすのか?（2020年8月21日）

櫻坂46
- Nobody's fault（2020年12月9日、SRCL-11620/8） - EAN 4547366481594。
- なぜ 恋をして来なかったんだろう?（2020年12月9日、SRCL-11620/8） - EAN 4547366481594。
- 半信半疑（2020年12月9日、SRCL-11620/1） - EAN 4547366481594。
- Plastic regret（2020年12月9日、SRCL-11622/3） - EAN 4547366481600。
- 最終の地下鉄に乗って（2020年12月9日、SRCL-11624/5） - EAN 4547366481617。
- Buddies（2020年12月9日、SRCL-11626/7） - EAN 4547366481624。
- ブルームーンキス（2020年12月9日、SRCL-11628） - EAN 4547366481631。
- BAN（2021年4月14日、SRCL-11748/56） - EAN 4547366498608。
- 偶然の答え（2021年4月14日、SRCL-11748/56） - EAN 4547366498608。
- それが愛なのね（2021年4月14日、SRCL-11748/9） - EAN 4547366498608。
- 君と僕と洗濯物（2021年4月14日、SRCL-11750/1） - EAN 4547366498615。
- Microscope（2021年4月14日、SRCL-11752/3） - EAN 4547366498622。
- 思ったよりも寂しくない（2021年4月14日、SRCL-11754/5） - EAN 4547366498639。
- 櫻坂の詩（2021年4月14日、SRCL-11756） - EAN 4547366498646。
- 流れ弾（2021年10月13日、SRCL-11920/8） - EAN 4547366524567。
- Dead end（2021年10月13日、SRCL-11920/8） - EAN 4547366524567。
- 無言の宇宙（2021年10月13日、SRCL-11926/7） - EAN 4547366524598。
- 美しきNervous（2021年10月13日、SRCL-11928） - EAN 4547366524604。
- 僕のジレンマ（2022年4月6日、SRCL-12130/8） - EAN 4547366549829。
- その日まで（2022年11月8日）[118]

坂道AKB
- 誰のことを一番 愛してる?（2017年3月15日、90481/2）- EAN 4988003500702。
- 国境のない時代（2018年3月14日、KIZM-90547/8）- EAN 4988003519797。
- 初恋ドア（2019年3月13日、KIZM-90615/6） - EAN 4988003543921。

IZ4648
- 必然性（2019年3月13日、KIZM-90617/8） - EAN 4988003543938。

### アルバム
欅坂46
- 真っ白なものは汚したくなる（2017年7月19日、SRCL-9482/8） - EAN 4547366318470。
- 永遠より長い一瞬 〜あの頃、確かに存在した私たち〜（2020年10月7日、SRCL-11510/6） - EAN 4547366450248。

櫻坂46
- As you know?（2022年8月3日、SRCL-12174/9） - EAN 4547366567960。

### 映像作品
- 菅井友香（2016年4月6日） - EAN 4988009125916。
- 菅井友香（2016年8月10日） - EAN 4988009130811。
- 菅井友香（2016年11月30日） - EAN 4547366279382。
- KEYABINGO!（2017年1月27日） - EAN 4988021715010。
- 菅井友香（2017年4月5日） - EAN 4547366301281。
- 徳山大五郎を誰が殺したか?（2017年6月7日） - EAN 4517331036388。
- グループ発展祈願の旅 〜群馬編〜（2017年10月25日） - EAN 4547366331646。
- 残酷な観客達（2017年11月29日） - EAN 4988021715553。
- KEYABINGO!2（2017年12月22日） - EAN 4988021715522。
- 菅井友香 自撮りTV（2018年3月7日） - EAN 4547366350265。
- KEYABINGO!3（2018年6月29日） - EAN 4988021715874。
- 菅井友香×佐々木久美 自撮りTV（2018年8月15日） - EAN 4547366371093。
- 欅共和国2017（2018年9月26日） - EAN 4547366376791。
- 欅坂46 特典映像「KEYAKI HOUSE」（2019年2月27日） - EAN 4547366383317。
- 舞台「ザンビ」（2019年5月31日） - EAN 4988021158602。
- 欅共和国2018（2019年8月14日） - EAN 4547366417258。
- 欅坂46 LIVE at 東京ドーム 〜ARENA TOUR 2019 FINAL〜（2020年1月29日）- EAN 4547366438758。
- 欅共和国2019（2020年8月12日） - EAN 4547366462937。
- 欅坂46 ANNIVERSARY LIVE Director's Cut Collection（2020年10月7日） - EAN 4547366450224。
- 欅坂46 ARENA TOUR Director's Cut Collection（2020年10月7日） - EAN 4547366450231。
- KEYAKIZAKA46 Live Online, but with YOU!（2020年12月9日）- EAN 4547366481594, EAN 4547366481600。
- 僕たちの嘘と真実 Documentary of 欅坂46（2021年2月3日） - EAN 4988104127983。
- 欅坂46 THE LAST LIVE（2021年3月24日） - EAN 4547366496833。
- 櫻坂46 デビューカウントダウンライブ!!（2021年4月14日） - EAN 4547366498608。
- Making of デビューカウントダウンライブ!!（2021年4月14日） - EAN 4547366498615。
- 菅井友香×松田里奈 SAKURA BANASHI 〜いま、話したいこと〜（2021年4月14日） - EAN 4547366498615。
- 齋藤冬優花×菅井友香×守屋茜 SAKURA MEGURI（2021年10月13日） - EAN 4547366524567。
- Sakurazaka46 1st TOUR 2021 FINAL at さいたまスーパーアリーナ（2022年8月3日） - EAN 4547366567960。
- W-KEYAKI FES. 2021 -DAY1- at 富士急ハイランド コニファーフォレスト（2022年8月3日） - EAN 4547366567977。
- 1st YEAR ANNIVERSARY LIVE 〜with Graduation Ceremony〜（2022年10月19日） - EAN 4547366575187。
- 櫻坂46 RISA WATANABE GRADUATION CONCERT（2022年12月7日） - EAN 4547366588293。

## 出演

### テレビドラマ
- 徳山大五郎を誰が殺したか?（2016年7月17日 - 10月2日、テレビ東京） - 菅井友香 役[119]。
- 残酷な観客達（2017年5月18日 - 7月20日、日本テレビ） - 杉崎凛 役[120]。
- チェイサーゲームW パワハラ上司は私の元カノ（2024年1月9日 - 2月27日、テレビ東京） - 主演・春本樹 役（中村ゆりかとダブル主演）[121]。
  - チェイサーゲームW2 美しき天女たち（2024年9月20日 - 11月8日、テレビ東京）[122][123]。
- ビジネス婚-好きになったら離婚します-（2024年5月24日 - 7月19日、毎日放送） - 主演・佐山雅 役（草川拓弥とダブル主演）[124]。
- ロンダリング（2025年7月4日 - 、関西テレビ・フジテレビ） - 蒼沢夏凜 役[125]。
- 大河ドラマ 豊臣兄弟!（2026年〈予定〉、NHK） - まつ 役[126]。

### その他のテレビ番組
- KEIBA BEAT（2023年2月26日 - 、関西テレビ） - MC[56]。
- 菅井友香のウマのおケイコ〜教えて!福永先生〜（2023年9月29日 - 12月22日、関西テレビ） - MC[127]。福永祐一と共演。
- 東京GOOD!TREASURE MAP（2024年2月20日 - 2025年3月25日、テレビ東京） - ハリー杉山と週替りで出演[128][129]。
- 開運!なんでも鑑定団（2024年4月2日 - 、テレビ東京） - MC[130]。
- 発見!タカトシランド（北海道文化放送）
  - 2025年6月27日 -「平和通りエリアでお宝店を発見! SP」
  - 2025年7月4日 -「南郷通りエリアでお宝店を発見! SP」

### ラジオ
- レコメン!（2017年4月3日 - 2021年9月27日、文化放送） - 月曜レギュラーパーソナリティー[19]。
- 菅井友香の＃今日も推しとがんばりき（2023年3月30日 - 、文化放送） - パーソナリティー[131]。

### WEBドラマ
- 恋するキッチンカー（2025年2月4日、ホクレン農業協同組合連合会） - 主演・田畑みのり 役[132]。
- わたしの好きな人は、（2025年2月21日、BUMP） - 主演・小宮山莉乃 役[133]。
- 幸せカナコの殺し屋生活（2025年2月28日、DMM TV） - 吉岡キヨミ 役[134]。

### ネット配信
- 欅坂46菅井友香1st写真集『フィアンセ』発売記念スペシャル（2018年6月5日、SHOWROOM）[30]

### ネット連載
- A to Zinba（2017年7月3日 - ） - 「スペシャルコンテンツ」内にコラムあり[20]。

### 映画
- 怪獣ヤロウ!（2025年1月31日） - 吉田麻衣 役[135][136]
- 女神降臨 - 川島愛美 役[137]
  - 女神降臨 Before 高校デビュー編（2025年3月20日）
  - 女神降臨 After プロポーズ編（2025年5月1日）

### 舞台
- ザンビ（2018年11月16日 - 25日、TOKYO DOME CITY HALL） - 桂雪穂 役（TEAM"BLUE"）[138]。
- 漫画みたいにいかない。第2巻（2019年2月20日 - 21日、かつしかシンフォニーヒルズ モーツァルトホール）[139]
  - 漫画みたいにいかない。第2巻 静岡プレミアムVer.（2019年6月19日 - 20日、静岡市民文化会館 大ホール）[140]
- Reading♥︎Stage「百合と薔薇」（2019年6月5日 - 16日、品川プリンスホテル クラブeX） - 夏目ユウキ 役[141][142]。
- 飛龍伝2020（2020年1月30日 - 2月12日、新国立劇場中劇場 / 2月22日 - 24日、COOL JAPAN PARK OSAKA TTホール） - 主演・神林美智子 役[143]。
- カーテンズ（2022年2月26日 - 3月13日、東京国際フォーラムホールC / 3月18日 - 22日、新歌舞伎座 / 3月26日 - 27日、愛知県芸術劇場） - ニキ 役[144][145]。
- つかこうへい復活祭2023「新・幕末純情伝」（2023年1月28日 - 2月12日、東京：紀伊國屋ホール / 2月17日 - 19日、兵庫：AiiA Theater Kobe） - 沖田総司 役[146]。
- 赤ひげ（2023年10月28日 - 11月12日、東京：明治座） - お杉 役[147]。
- カタシロ〜Relive vol.2〜（2025年8月17日、大阪：森ノ宮ピロティホール） - 患者 役[148][注 8]

### イベント
- 渋谷川まちびらき/渋谷ストリームオープニングセレモニー（2018年9月13日、渋谷ストリーム）[33][150]
- うまを知ろう!馬術を知ろう!〜東京2020大会に向けた600日前イベント〜（2018年12月2日、三軒茶屋ふれあい広場）[151]
- 馬術競技の概要と魅力（2019年6月27日、JAPAN SPORT OLYMPIC SQUARE） - 特別講師[152]。
- 東京ヤクルトスワローズ 対 横浜DeNAベイスターズ 戦 始球式（2019年7月10日、明治神宮野球場） - Tough-Man Refresh ナイター[153]。
- 東京2020オリンピック・パラリンピック1年前イベントin SETAGAYA 〜夏まつり2019〜（2019年7月27日 - 28日、二子玉川ライズ ガレリア） - 28日出演[154]。
- TOKYOユニコレ2019 ニッポン応援宣言（2019年11月9日、六本木ヒルズアリーナ）[155]
- MTV VMAJ 2022（2022年11月2日、武蔵野の森総合スポーツプラザ・メインアリーナ） - MC[156]。
- TopCoat夏祭り2024（2024年8月17日、品川インターシティホール） - MC[157]。
- Love your moment Garden（2024年9月5日、東京ミッドタウン日比谷） - ゲスト[158]。
- JAPANESE CURRY FESTIVAL 2024（2024年9月8日、渋谷サクラステー） - ゲスト[159]。
- 令和6年産栃木米 新CM発表会（2024年11月1日、東京都内）- ゲスト[160]。
- JoMaloneLondon “A Christmas Special” pop-up event（2024年12月11日、表参道ヒルズ 本館 B3F スペース オー）- ゲスト

### CM
- 坂道合同オーディションCM 菅井友香（欅坂46）編（2018年6月23日 - ）[161][162]
- 音楽アプリ UNI'S ON AIR 2周年記念TVCM（2021年10月17日 - 、アカツキ）[163][164]
- 櫻坂46ローソンアプリくじ（2022年8月5日 - 、ローソン）[165][166]
- サントリー生ビール トリプル生（2024年9月6日 - 、サントリー）[167]
- ホクレン農業協同組合連合会（2025年3月28日 - ）[168]

### ポスター
- 建設業労働災害防止協会 墜落・転落災害撲滅キャンペーン 全国労働衛生週間ポスター（2024年8月）[169]

## 書籍

### 著書
- あの日、こんなことを考えていた（2021年5月6日、日経BP）ISBN 978-4-2961-0841-1[39][170]
- 櫻坂46・菅井友香卒業記念書籍『Wアンコール』（2022年12月29日、日経BP）ISBN 978-4-2962-0142-6[54][55][171]

### 写真集
- フィアンセ（2018年6月5日、講談社）ISBN 978-4-0651-2141-2[27][16]
- 大切なもの（2022年11月8日、集英社）ISBN 978-4-0879-0090-3[48][49][172]

### 雑誌連載
- 歴史街道（2017年11月6日 - 2019年1月5日、PHP研究所） - 欅坂46×歴史学者「動物」と「歴史」の意外な関係[173]。
- 日経エンタテインメント! （2018年6月4日 - 2022年11月4日、日経BP）[174]
  - 欅坂46キャプテン 菅井友香のお嬢様はいつも真剣勝負（2018年6月4日 - 2020年10月4日[注 9]）
  - 櫻坂46 菅井友香 いつも凜々しく力強く（2020年11月4日 - 2022年11月4日[注 10]）[176][177]